# (6955) Ekaterina
(6955) Ekaterina es un asteroide perteneciente al cinturón de asteroides, región del sistema solar que se encuentra entre las órbitas de Marte y Júpiter, descubierto el 25 de septiembre de 1987 por Liudmila Zhuravliova desde el Observatorio Astrofísico de Crimea (República de Crimea).

## Designación y nombre
Designado provisionalmente como 1987 SP15. Fue nombrado en honor a la emperatriz Ekaterina Velíkaya (Catalina II de Rusia; Catalina la Grande; 1729-1796), cuyo reinado se destacó por el fortalecimiento de la autocracia y la posición de Rusia en el mundo. Nacida como princesa de Anhalt-Zerbst, fue una persona culta que escribió composiciones históricas y dramáticas, óperas cómicas y cuentos de hadas para niños.

## Características orbitales
Ekaterina está situado a una distancia media del Sol de 3,118 ua, pudiendo alejarse hasta 3,626 ua y acercarse hasta 2,610 ua. Su excentricidad es 0,163 y la inclinación orbital 0,943 grados. Emplea 2011,06 días en completar una órbita alrededor del Sol.
Los próximos acercamientos a la órbita de Júpiter ocurrirán el 23 de noviembre de 2028, el 7 de enero de 2039 y el 21 de julio de 2100.
Pertenece a la familia de asteroides de (24) Themis.

## Características físicas
La magnitud absoluta de Ekaterina es 12,54. Tiene 16,049 km de diámetro y su albedo se estima en 0,081. 